# 세인트 존 더 디바인 대성당
세인트 존 더 디바인 대성당(Cathedral of Saint John the Divine)은 미국 뉴욕에 있는 기독교, 미국 성공회의 성당이다. 1892년부터 건설이 시작되어 2050년 완공으로 입구의 청동문에는 사도 요한의 모습이 있으며, 내부는 7개의 예배당으로 나뉘어 있다.